# Cadwallader Blayney (9e baron Blayney)
Cadwallader Blayney (1720-1775), 9e baron Blayney (en), est un lieutenant-général de l'armée britannique, membre de la Chambre des lords irlandaise et Grand Maître de la première Grande Loge d'Angleterre (dite Grande Loge des Modernes) de 1764 à 1767. Il est élu Grand Maître d'Irlande en 1768, mais démissionne quelques semaines plus tard.[réf. nécessaire]